# Otho French Strahl
Otho French Strahl (3 juin 1831 - 30 novembre 1864) est un procureur germano-américain et un brigadier général de l'armée des États confédérés pendant la guerre de Sécession. Il fait partie du petit nombre de généraux sudistes qui sont nés dans le Nord.

## Avant la guerre
Otho F. Strahl naît près d'Elliotts Cross Roads, en Ohio, et grandit dans les environs de Malta, tous deux dans les régions rurales du comté de Morgan. Ses parents sont Philip Strahl et Rhoda French. Son arrière-arrière-grand-père est Casper Strahl, un immigrant arrivant d'Allemagne en Pennsylvanie vers 1755. Ses deux grands-mères ont été élevées dans le Sud et, grâce à leur forte influence, Strahl devient un ardent défenseur des droits des États. 
Strahl est diplômé de l'université Wesleyan de l'Ohio. Il part pour le sud du Tennessee, lisant la loi à Somerville  avec le futur général confédéré Daniel Harris Reynolds et, puis étant admis au barreau en 1858, il ouvre un cabinet d'avocat à Dyersburg.

## Guerre de Sécession
Avec le déclenchement de la guerre de Sécession, Strahl  lève une compagnie d'infanterie locale parmi les amis et les voisins à Dyersburg. Il devient le capitaine de sa compagnie du 4th Tennessee Infantry nouvellement levé en mai 1861. Lui et le régiment sont transférés dans le service confédéré en août de cette année. Il est promu lieutenant-colonel le 15 mai 1862.  
Lors de la bataille de Shiloh, la brigade de Stewart reçoit l'ordre de charge une batterie de l'Union. Le 4th Tennessee est alors un régiment inexpérimenté. Le régiment s'élance alors à double pas à découvert à l'assaut de la batterie. Le lieutenant-colonel Strahl écrit par la suite « nous avons continué de marcher à double pas jusqu'à ce nous soyons à 30 pas des canons de l'ennemi, quand nous nous sommes arrêtés et tire une salve, [et] sommes repartis de l'avant avec un cri ». La position unioniste est rapidement prise au prix de 191 victimes. 
Après la bataille de Shiloh , le 24 avril Strahl est promu colonel et mène son unité lors de la bataille de Perryville. Le régiment est réorganisé et consolidé avec le 5th Tennessee Infantry, en décembre, juste avant la bataille de Stones River. 
Strahl conduit le 4th-5th Consolidated Tennessee Infantry jusqu'à ce qu'il soit affecté temporairement au commandement de la brigade d'Alexander P. Stewart de la division de Cheatham en juin 1863 pendant que Stewart assure l'intérim du commandement de la division de John P. McCown après son arrestation, et il est promu brigadier général le 28 juillet. Il commande alors une brigade lors des campagnes de Chickamauga, de Chattanooga et d'Atlanta. Le premier jour de la bataille de Chickamauga, la brigade de Strahl se retrouve face aux colonnes de l'Union qui la prennent en enfilade sous un déluge de feu. Strahl fait alors reculer ses troupes et se retrouve coupé du reste de la division de Cheatham. Les confédérés parviennent alors à se mettre dans une position défensive solide. Il est blessé lors de la bataille d'Atlanta le 22 juillet 1864 et reprend son service au début de la campagne du Tennessee.
Le 30 novembre 1864, à la bataille de Franklin, Strahl est à la tête de ses hommes à pied. Prenant une balle dans la nuque, il est ensuite  frappé et tué par deux balles à la tête,. Son corps est amené à l'arrière sous un porche arrière de la maison de la plantation Carnton, où il reste jusqu'à ce qu'il soit enterré près du champ de bataille au cimetière de St. John à Ashwood avec deux autres généraux tués au combat (Patrick Cleburne et Hiram Granbury).
Plus tard, il est réinhumé dans le vieux cimetière de la ville de Dyersburg, au Tennessee.